# 16122 Wenyicai
16122 Wenyicai este un asteroid din centura principală de asteroizi.

## Descriere
16122 Wenyicai este un asteroid din centura principală de asteroizi. A fost descoperit pe 7 decembrie 1999 la Socorro, New Mexico, în cadrul proiectului LINEAR. Asteroidul prezintă o orbită caracterizată de o semiaxă mare de 2,42 ua, o excentricitate de 0,17 și o înclinație de 2,1° în raport cu ecliptica.